# André Schnetzler
André Schnetzler (* 4. Mai 1855 in Vevey; † 19. Juni 1911 in Salvan) war ein Schweizer Politiker.
Der Sohn von Jean Balthasar Schnetzler studierte Recht in Lausanne, Leipzig und Paris. Anschliessend war er als Advokat, Untersuchungsrichter und Privatdozent an der Universität Lausanne tätig. Von 1888 bis 1901 war er liberaler Gemeinderat in Lausanne. 1904 wurde er in den Stadtrat gewählt und war für das Schulwesen zuständig. Das Amt des Stadtpräsidenten übte er vom 20. Juli 1907 bis zum 31. Dezember 1910 aus. Daneben war er von 1896 bis 1911 Mitglied des Grossen Rates des Kantons Waadt.